# Maria Mercè Jou i Torras
Maria Mercè Jou i Torras (Olesa de Montserrat, 4 de setembre de 1962) és economista. Ha estat regidora municipal de la seva població i diputada al Parlament de Catalunya. Ha estat membre dirigent d'UDC, Demòcrates per Catalunya, Junts per Catalunya.

## Trajectòria professional
És llicenciada en Ciències Econòmiques i Empresarials per la Universitat de Barcelona (1985) i màster en direcció pública per ESADE (2004). Està col·legiada al Col·legi d'Economistes de Catalunya.
Del 1986 al 2008 va treballar al Departament de Treball de la Generalitat de Catalunya. Allà va exercir diferents funcions i càrrecs: va estar adscrita a la Direcció General de Cooperatives i Societats Anònimes Laborals (1986-1990), al Gabinet Tècnic (1990-2008), del qual en va ser subdirectora general (1999-2008), i al Servei d'Ocupació de Catalunya (2008-2011). Va ser, a més, avaluadora externa de l'Agència per a la Qualitat del Sistema Universitari a Catalunya (2001) i membre del Consell de Treball, Econòmic i Social de Catalunya (2002-2004).
És autora de «La política d'ocupació a Catalunya: passat, present i futur» (Revista Econòmica de Banca Catalana, 1997); «La reducció i la reorganització del temps de treball» (Nota d'Economia del Departament d'Economia i Finances, 1999). És coautora dels llibres El empleo en España: aspectos generales y problemas de medición (Informes y estudios. Ministerio de Trabajo y Asuntos Sociales, 2001), Les polítiques d'ocupació: teoria i pràctica (Editorial UOC, 2005) i Crecimiento y estabilidad macroeconómica: el papel de la política económica (Col·lecció Economia i Empresa, Universitat de Lleida, 2005). Ha escrit diversos articles sobre conjuntura laboral a la revista L'Economista del Col·legi d'economistes de Catalunya.

## Trajectòria política
El 1990 es va afiliar a Unió Democràtica de Catalunya (UDC). Ha estat membre de l'executiva local d'UDC a Olesa de Montserrat en diverses ocasions. És membre del Comitè de Govern d'UDC des de l'any 2008. Voluntària de Demòcrates de Catalunya, ha format part del seu comitè nacional. Després s'ha integrat a Junts.
Entre 1986 i 2010 va ocupar càrrecs diversos al Departament de Treball de la Generalitat: a la Direcció General de Cooperatives i Societats Anònimes Laborals, després com a subdirectora general al Gabinet Tècnic i, finalment, al Servei d’Ocupació de Catalunya (SOC). En aquests anys ha estat avaluadora externa de l’Agència per a la Qualitat del Sistema Universitari de Catalunya i membre del Consell de Treball, Econòmic i Social de Catalunya. Al 2013 fou nomenada Directora General de Relacions Laborals, càrrec que abandonà al cap de tres setmanes.
Ha estat diputada al Parlament de Catalunya durant la IXa i Xa legislatures (2010-2015), havent estat portaveu adjunta del Grup Parlamentari de CiU i membre de les comissions d'Economia Finances i Pressupostos, d'Empresa i Ocupació; i de Polítiques de Lluita contra la Desocupació.  Al 2016 fou nomenada secretària general del Consell Interuniversitari de Catalunya.
Des de 2003 també participa en la política municipal d'Olesa de Montserrat. Va ser regidora de Treball, Formació, Indústria, Comerç, Turisme i Promoció Econòmica (2003-2005), després regidora a l'oposició (2006-2007) i, posteriorment, tinenta d'alcalde de Participació i regidora de Règim Intern i de Mitjans de Comunicació (2007- 2011). Els anys 2011 i 2015 ha encapçalat la llista de Convergència i Unió (CiU) a l'Ajuntament d'Olesa de Montserrat i posteriorment ha format part de la llista de Junts.
Al novembre de 2021 fou elegida membre de l’Assemblea de Representants del Consell per la República.